# Långsjön (Långsele socken, Ångermanland)
Långsjön är en sjö i Sollefteå kommun i Ångermanland och ingår i Ångermanälvens huvudavrinningsområde. Sjön har en area på 2,42 kvadratkilometer och ligger 135 meter över havet. Sjön avvattnas av vattendraget Långsjöån (Björssjöån).

## Delavrinningsområde
Långsjön ingår i det delavrinningsområde (701817-155531) som SMHI kallar för Utloppet av Långsjön. Medelhöjden är 215 meter över havet och ytan är 20,97 kvadratkilometer. Det finns ett avrinningsområde uppströms, och räknas det in blir den ackumulerade arean 65,03 kvadratkilometer. Långsjöån (Björssjöån) som avvattnar avrinningsområdet har biflödesordning 3, vilket innebär att vattnet flödar genom totalt 3 vattendrag innan det når havet efter 68 kilometer. Avrinningsområdet består mestadels av skog (83 procent). Avrinningsområdet har 2,42 kvadratkilometer vattenytor vilket ger det en sjöprocent på 11,5 procent.